# Manuel Bustos Garrido
Manuel Bustos Garrido (Pedralba, 4 de maig de 1961) és un polític català d'origen valencià que va ser batlle de Sabadell entre maig de 1999 i febrer de 2013. També va ocupar els càrrecs de representant a l'executiva de la Federació Espanyola de Municipis i Províncies, president de la Federació de Municipis de Catalunya, diputat adjunt a la presidència de la Diputació de Barcelona, vicepresident primer de CASSA (Aigües de Sabadell), i president de VIMUSA (Habitatges Municipals de Sabadell).
Està imputat per malversació de fons, tràfic d'influències, delicte contra l'administració pública i omissió del deure de perseguir delictes. El 7 de juliol de 2014 va anunciar la seva renúncia a tots els càrrecs polítics, argumentant que des del 2013 havia estat víctima d'una conspiració política i ja no aguantava més. El març de 2015 va ser condemnat a 1 any i 4 mesos de presó per la peça 5 del cas Mercuri, i el desembre de 2018 a tres anys de presó i setze d'inhabilitació per tràfic d'influències.

## Carrera política

### Ascens
Als 15 anys es va afiliar al Partit dels Socialistes de Catalunya (PSC), on ha ocupat diversos càrrecs.
L'any 1991 entrà com a regidor de l'Ajuntament de Sabadell. Entre 1995 i 1999 va esdevenir diputat al Parlament de Catalunya, i va estar a la comissió del Síndic de greuges. El 1999 fou escollit alcalde de Sabadell encapçalant la llista més votada amb 122 vots per sobre de Dolors Calvet i Puig i la llista de l'Entesa per Sabadell, trencant l'hegemonia de victòries històriques del PSUC i ICV a Sabadell. El mateix any seria elegit president de la Federació de Municipis de Catalunya.
El 2003, Bustos va ser reelegit amb majoria absoluta i va formar un pacte amb la resta de partits a l'oposició (CiU, ICV i ERC) deixant el Partit Popular i l'Entesa per Sabadell d'oposició local.
En les següents eleccions municipals, el 2007, tot i perdre la majoria absoluta, en passar de quinze a tretze regidors, va mantenir el càrrec de batlle de Sabadell per tercera legislatura consecutiva, gràcies al suport del PP.
L'any 2011, tot i perdre 10.000 vots, va mantenir els mateixos regidors, i va ser elegit alcalde de Sabadell amb el suport del PP. El desembre del mateix any va entrar a formar part de la nova executiva del PSC arran del nomenament de Pere Navarro, i ocupà el càrrec de Secretari de Política Municipal.

### Primeres crítiques a la seva gestió
El juny de 1996 va transcendir que Bustos havia falsificat el padró municipal de Sabadell per tenir preferència a l'hora de matricular els seus fills a una escola del centre de Sabadell. Es justificà assegurant que «no havia perjudicat ningú», tot i haver passat per davant, excloent-los de les places, pares amb més mèrits.
El 2005, un jove de 14 anys va ser detingut per la policia de Sabadell mentre enganxava un adhesiu contra la seva gestió, dins de la campanya «Estil Bustos? No gràcies». El noi va declarar que va ser amenaçat i retingut contra la seva voluntat durant sis hores sense que avisessin els seus pares. El judici es va celebrar el 2008 i va ser tens des del primer moment, ja que es va exigir que l'acusat parlés en castellà i ell s'hi va negar. A més a més, es volia impedir que prestessin declaració tots els testimonis que van veure l'agressió.
Durant aquesta època es va començar a fer pública la seva possible implicació en diversos escàndols de corrupció. El gener de 2012 es va fer públic que era el segon alcalde més ben pagat de Catalunya, amb un sou de 81.500 euros anuals, només per sota de l'alcalde de Barcelona, Xavier Trias.

### Cas Mercuri i renúncia

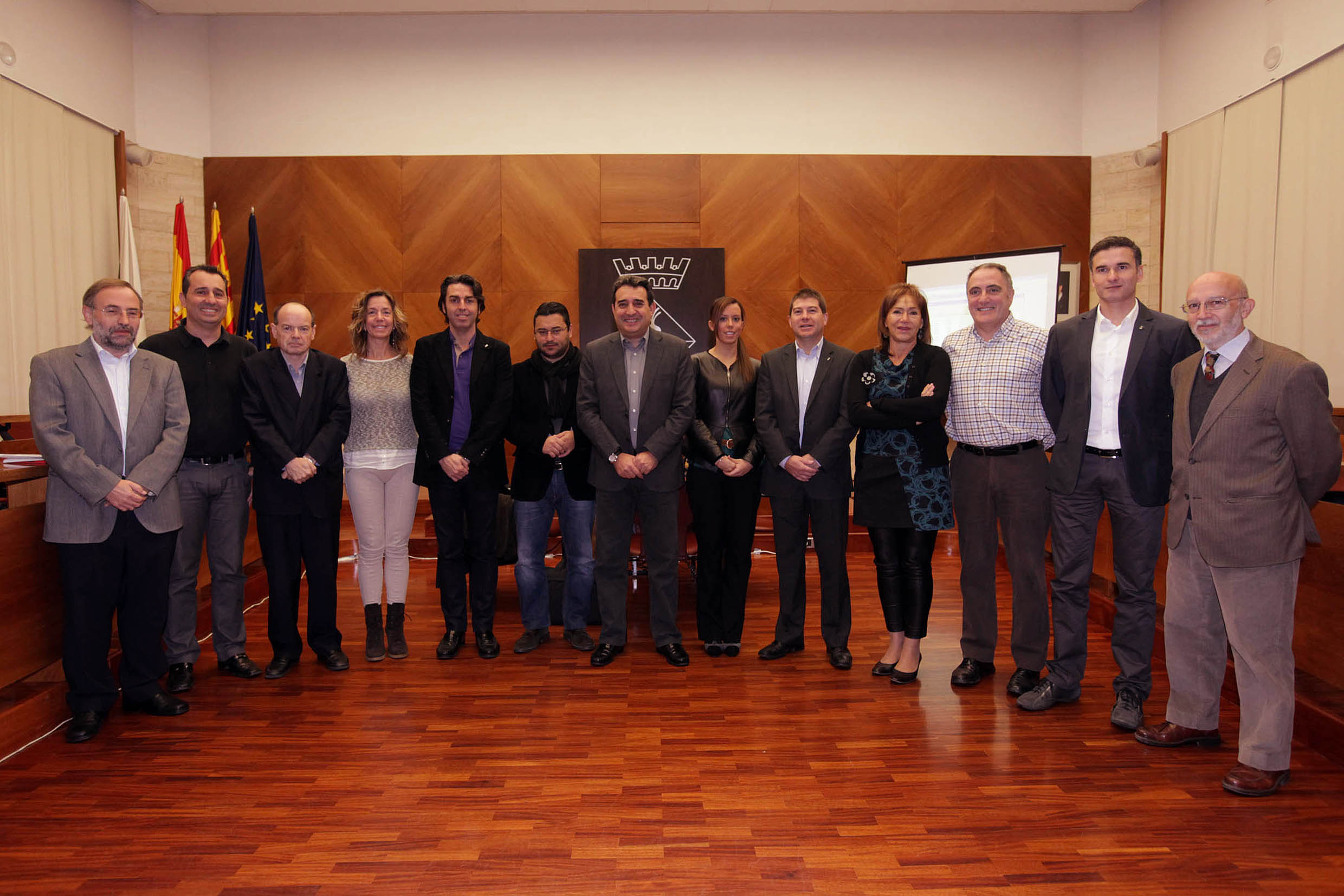
Govern Ajuntament de Sabadell 2012-2015

El dia 27 de novembre de 2012, el jutjat d'instrucció número 1 de Sabadell va imputar Manuel Bustos i 12 empresaris i ex-regidors - entre ells un del PP - per un presumpte cas de corrupció urbanística.
La seva imputació en l'anomenat «Cas Mercuri» va fer que abandonés temporalment el consistori el 5 de desembre del 2012, on es va reincorporar al cap de dos mesos. Finalment, però, va renunciar com a Alcalde de Sabadell el 14 de febrer, encara que continuà de regidor. Cedí el seu càrrec al seu segon, Joan Carles Sánchez Salinas.
Després d'un escàndol per sobresous de la Diputació de Barcelona i a la Federació de Municipis de Catalunya, el 7 de juliol de 2014 Bustos va anunciar la seva renúncia a tots els càrrecs polítics, argumentant que des del 2013 havia estat víctima d'una conspiració política i ja no aguantava més. Quan abandonà la política deixà els càrrecs de regidor de l'Ajuntament de Sabadell, adjunt a la vicepresidència cinquena de la Diputació de Barcelona, i vocal a les comissions d'Hisenda, Recursos Interns i Noves Tecnologies i la comissió Especial de Comptes de la Diputació.
El 3 de setembre de 2014 declarà als jutjats de Sabadell sobre el cas dels sobresous a la FMC, juntament amb els altres nou alcaldes imputats. Els alcaldes van declarar que Bustos i el secretari eren els cervells del projecte i que desconeixien que el concepte administratiu del seu sobresou fos de dietes.
El gener de 2015, la Fiscalia Anticorrupció de Catalunya imputà Bustos per un presumpte delicte de malversació de fons, acusant-lo d'haver utilitzat fons de la partida de formació per a comprar una setantena de rellotges de luxe Rolex.
El 30 de març de 2015 el Tribunal Superior de Justícia de Catalunya va condemnar Bustos, juntament amb el seu germà, Francisco, a un any i quatre mesos de presó, a multa de 60.000 euros, i a inhabilitació per a exercir un càrrec públic durant quatre anys i mig, per un delicte de tràfic d'influències. La sentència declarà provat que van col·locar a dit un ex-alt càrrec afí al PSC, Carmina Llumà, a l'Ajuntament de Montcada, l'any 2010.
Al desembre de 2016, els mitjans van donar la notícia que la fiscalia de Barcelona demanava presó de dos anys per a Manuel Bustos per tràfic d'influències; concretament, per anul·lar multes de trànsit a la seva dona i fills aprofitant el seu càrrec d'alcalde.
El novembre de 2018 va tornar a declarar, aquest cop investigat pel concurs del servei de neteja de Sabadell, atorgat a Smatsa. El desembre de 2018 fou condemnat a tres anys de presó i setze d'inhabilitació per dos delictes de tràfic d'influències, per haver tret multes de trànsit a familiars.

### Col·laboracionisme
El 25 d'abril de 2023 es va fer públic que, durant els anys del procés independentista de Catalunya, va ser informador de la «policia patriòtica», entramat constituït al·legalment pel comissari José Manuel Villarejo amb l'objectiu de combatre l'independentisme català en la que es coneix com a Operació Catalunya. Fruit de la documentació investigada per l'Audiència Nacional espanyola a la macrocausa Tàndem (cas Kitchen), que investiga els negocis privats de Villarejo, es constata que l'exalcalde es va reunir amb el comissari, per primera vegada, el 3 de setembre de 2014, gràcies a la col·laboració de l'exdetectiu de Método 3 Antonio Tamarit. Algunes de les aportacions realitzades van des d'una llista amb les propietats immobiliàries d'Esquerra Republicana de Catalunya, les operacions de Convergència i Unió amb la família Sumarroca, el muntatge a Catalunya Caixa o els problemes del germà de l'exconseller Felip Puig, entre d'altres.